# Gagata melanopterus
Gagata melanopterus е вид лъчеперка от семейство Sisoridae.

## Разпространение
Видът е разпространен в Мианмар.